# Giro di Slovenia 2014
Il Giro di Slovenia 2014, ventunesima edizione della corsa, si svolse dal 19 al 22 giugno 2014 su un percorso di 514,5 km ripartiti in quattro tappe. Fu vinto da Tiago Machado davanti a Il'nur Zakarin e Matteo Rabottini.

## Squadre partecipanti
ProTeams 
- 1.  Cannondale
- 2.  Lampre-Merida
- 3.  Orica-GreenEDGE
- 4.  Team Katusha

 UCI Professional Continental Team 
- 5.  Androni Giocattoli-Venezuela
- 6.  Bardiani-CSF
- 7.  Colombia
- 8.  Topsport Vlaanderen-Baloise
- 9.  Team NetApp-Endura
- 10.  Neri Sottoli
- 11.  RusVelo

 UCI Continental Team 
- 12.  Synergy Baku Cycling Project
- 13.  Adria Mobil
- 14.  Radenska Ljubljana
- 15.  Selezione Slovenia
- 16.  Meridiana-Kamen Team
- 17.  Vini Fantini-Nippo
- 18.  Area Zero Pro Team

## Tappe
| Tappa  | Data      | Percorso                              | km    | Vincitore di tappa         | Leader cl. generale |
| ------ | --------- | ------------------------------------- | ----- | -------------------------- | ------------------- |
| 1ª     | 19 giugno | Lubiana > Lubiana (Cron. individuale) | 8,8   | Michael Matthews           | Michael Matthews    |
| 2ª     | 20 giugno | Ribnica > Kočevje                     | 160,7 | Sonny Colbrelli            | Michael Matthews    |
| 3ª     | 21 giugno | Rogaška Slatina > Slovenska Bistrica  | 192   | Francesco Manuel Bongiorno | Tiago Machado       |
| 4ª     | 22 giugno | Škofja Loka > Novo Mesto              | 153   | Elia Viviani               | Tiago Machado       |
| Totale | Totale    | Totale                                | 514,5 |                            |                     |

## Dettagli delle tappe

### 1ª tappa
- 19 giugno: Lubiana > Lubiana – Cronometro individuale – 8,8 km

Risultati
| Pos. | Corridore        | Squadra       | Tempo  |
| ---- | ---------------- | ------------- | ------ |
| 1    | Michael Matthews | Orica         | 10'05" |
| 2    | Kristijan Koren  | Cannondale    | a 6"   |
| 3    | Diego Ulissi     | Lampre-Merida | a 10"  |

| Pos. | Corridore        | Squadra       | Tempo  |
| ---- | ---------------- | ------------- | ------ |
| 1    | Michael Matthews | Orica         | 10'05" |
| 2    | Kristijan Koren  | Cannondale    | a 6"   |
| 3    | Diego Ulissi     | Lampre-Merida | a 10"  |

### 2ª tappa
- 20 giugno: Ribnica > Kočevje – 160,7 km

Risultati
| Pos. | Corridore        | Squadra            | Tempo    |
| ---- | ---------------- | ------------------ | -------- |
| 1    | Sonny Colbrelli  | Bardiani-CSF       | 4h01'09" |
| 2    | Michael Matthews | Orica              | s.t.     |
| 3    | Grega Bole       | Vini Fantini-Nippo | s.t.     |

| Pos. | Corridore        | Squadra       | Tempo    |
| ---- | ---------------- | ------------- | -------- |
| 1    | Michael Matthews | Orica         | 4h11'14" |
| 2    | Kristijan Koren  | Cannondale    | a 6"     |
| 3    | Diego Ulissi     | Lampre-Merida | a 10"    |

### 3ª tappa
- 21 giugno: Rogaška Slatina > Slovenska Bistrica – 192 km

Risultati
| Pos. | Corridore                  | Squadra       | Tempo    |
| ---- | -------------------------- | ------------- | -------- |
| 1    | Francesco Manuel Bongiorno | Bardiani-CSF  | 5h09'17" |
| 2    | Tiago Machado              | NetApp-Endura | a 1"     |
| 3    | Il'nur Zakarin             | RusVelo       | a 7"     |

| Pos. | Corridore        | Squadra       | Tempo    |
| ---- | ---------------- | ------------- | -------- |
| 1    | Tiago Machado    | NetApp-Endura | 9h20'43" |
| 2    | Il'nur Zakarin   | RusVelo       | a 23"    |
| 3    | Matteo Rabottini | Neri Sottoli  | a 33"    |

### 4ª tappa
- 22 giugno: Škofja Loka > Novo Mesto – 153 km

Risultati
| Pos. | Corridore            | Squadra            | Tempo    |
| ---- | -------------------- | ------------------ | -------- |
| 1    | Elia Viviani         | Cannondale         | 3h24'15" |
| 2    | Eduard Michael Grosu | Vini Fantini-Nippo | s.t.     |
| 3    | Michael Matthews     | Orica              | s.t.     |

| Pos. | Corridore        | Squadra       | Tempo     |
| ---- | ---------------- | ------------- | --------- |
| 1    | Tiago Machado    | NetApp-Endura | 12h44'58" |
| 2    | Il'nur Zakarin   | RusVelo       | a 23"     |
| 3    | Matteo Rabottini | Neri Sottoli  | a 33"     |

## Classifiche finali

### Classifica generale
| Pos. | Corridore                  | Squadra       | Tempo     |
| ---- | -------------------------- | ------------- | --------- |
| 1    | Tiago Machado              | NetApp Endura | 12h44'58" |
| 2    | Il'nur Zakarin             | RusVelo       | a 23"     |
| 3    | Matteo Rabottini           | Neri Sottoli  | a 33"     |
| 4    | Kristijan Koren            | Cannondale    | a 35"     |
| 5    | Francesco Manuel Bongiorno | Bardiani-CSF  | a 37"     |

## Evoluzione delle classifiche
| Tappa  | Vincitore                  | Classifica generale | Classifica a punti | Classifica dei GPM         | Classifica dei giovani | Classifica a squadre |
| ------ | -------------------------- | ------------------- | ------------------ | -------------------------- | ---------------------- | -------------------- |
| 1      | Michael Matthews           | Michael Matthews    | Michael Matthews   | non assegnata              | Simon Yates            | Orica-GreenEDGE      |
| 2      | Sonny Colbrelli            | Michael Matthews    | Michael Matthews   | Davide Villella            | Simon Yates            | Team NetApp-Endura   |
| 3      | Francesco Manuel Bongiorno | Tiago Machado       | Michael Matthews   | Francesco Manuel Bongiorno | Simon Yates            | Bardiani-CSF         |
| 4      | Elia Viviani               | Tiago Machado       | Michael Matthews   | Klemen Štimulak            | Simon Yates            | Bardiani-CSF         |
| Finale | Finale                     | Tiago Machado       | Michael Matthews   | Klemen Štimulak            | Simon Yates            | Bardiani-CSF         |